# Santa Maria de l'Illa
Santa Maria de l'Illa és una ermita romànica situada al Parc Natural del Montseny, dins el poble de La Costa de Montseny, al terme municipal de Fogars de Montclús (Vallès Occidental). Està ubicada al costat de l'hostal Sant Roc, a la carretera de Palautordera a Seva. També és coneguda a partir del segle xvi com Sant Roc o Mare de Déu de la Misericòrdia. És una obra inclosa a l'Inventari del Patrimoni Arquitectònic de Catalunya.

## Descripció
És un edifici religiós d'una sola nau, absis circular i probablement és romànica. Està formada per quatre trams d'arc rebaixats datats del segle xvii. Té una senzilla espadanya. Al seu interior custodia un retaule, d'estil plateresc, del segle xvii, que es troba mutilat i en mal estat de conservació.

## Història
Apareix documentada el segle xii a la butlla del papa Honori III com a domini de l'abat de Sant Quirc de Colera. L'any 1272, el canonge Pere Illa, segon el seu testament, va fer a la capella la deixa d'un pali de 50 sous de valor. Aquestes són les primeres notícies referents aquesta capella. Al segle xvii se li varen afegir quatre arcs rebaixats sobre pilastres que varen modificar l'estructura romànica original. Es va col·lapsar la volta l'any 1873 i no es va reconstruir fins al 1888. a reparació que costà 514,50 pessetes; diners provinents dels feligresos. Tan sols el mur de l'absis és d'època medieval. Conserva un petit retaule plateresc del segle xvi que va ser mutilat durant la guerra civil. L